# Pakistaans voetbalelftal (mannen)
Het Pakistaans voetbalelftal is een team van voetballers dat Pakistan vertegenwoordigt bij internationale wedstrijden zoals de kwalificatiewedstrijden voor het Wereldkampioenschap voetbal en de Azië Cup.

## Deelnames aan internationale toernooien
Pakistan kon zich nog nooit voor een eindronde van een WK of een Azië Cup plaatsen. Dit is misschien te wijten door de populariteit van cricket en andere sporten. De regering ïnvesteerde wel in de toekomst van het voetbal, met als gevolg dat in 2005 Zeshan Rehman de eerste Pakistaan was die in de Engelse eerste klasse voetbalde (bij Fulham FC).
Om mee te kunnen doen aan de kwalificaties van de Azië Cup 2007 moest Pakistan eerst een barrage spelen tegen Bangladesh. Die verloren ze en zo waren ze al meteen uitgeschakeld, maar Sri Lanka trok zich terug waardoor Pakistan alsnog kon deelnemen. Desondanks werden ze later toch uitgeschakeld.

### Wereldkampioenschap
| Wereldkampioenschap voetbal overzicht | Wereldkampioenschap voetbal overzicht | Wereldkampioenschap voetbal overzicht | Wereldkampioenschap voetbal overzicht | Wereldkampioenschap voetbal overzicht | Wereldkampioenschap voetbal overzicht | Wereldkampioenschap voetbal overzicht | Wereldkampioenschap voetbal overzicht | Wereldkampioenschap voetbal overzicht |
| Jaar                                  | Ronde                                 | Wed.                                  | W                                     | G                                     | V                                     | DV                                    | DT                                    |                                       |
| ------------------------------------- | ------------------------------------- | ------------------------------------- | ------------------------------------- | ------------------------------------- | ------------------------------------- | ------------------------------------- | ------------------------------------- | ------------------------------------- |
| 1990                                  | Niet gekwalificeerd                   | Niet gekwalificeerd                   | Niet gekwalificeerd                   | Niet gekwalificeerd                   | Niet gekwalificeerd                   | Niet gekwalificeerd                   | Niet gekwalificeerd                   |                                       |
| 1994                                  | Niet gekwalificeerd                   | Niet gekwalificeerd                   | Niet gekwalificeerd                   | Niet gekwalificeerd                   | Niet gekwalificeerd                   | Niet gekwalificeerd                   | Niet gekwalificeerd                   |                                       |
| 1998                                  | Niet gekwalificeerd                   | Niet gekwalificeerd                   | Niet gekwalificeerd                   | Niet gekwalificeerd                   | Niet gekwalificeerd                   | Niet gekwalificeerd                   | Niet gekwalificeerd                   |                                       |
| 2002                                  | Niet gekwalificeerd                   | Niet gekwalificeerd                   | Niet gekwalificeerd                   | Niet gekwalificeerd                   | Niet gekwalificeerd                   | Niet gekwalificeerd                   | Niet gekwalificeerd                   |                                       |
| 2006                                  | Niet gekwalificeerd                   | Niet gekwalificeerd                   | Niet gekwalificeerd                   | Niet gekwalificeerd                   | Niet gekwalificeerd                   | Niet gekwalificeerd                   | Niet gekwalificeerd                   |                                       |
| 2010                                  | Niet gekwalificeerd                   | Niet gekwalificeerd                   | Niet gekwalificeerd                   | Niet gekwalificeerd                   | Niet gekwalificeerd                   | Niet gekwalificeerd                   | Niet gekwalificeerd                   |                                       |
| 2014                                  | Niet gekwalificeerd                   | Niet gekwalificeerd                   | Niet gekwalificeerd                   | Niet gekwalificeerd                   | Niet gekwalificeerd                   | Niet gekwalificeerd                   | Niet gekwalificeerd                   |                                       |
| 2018                                  | Niet gekwalificeerd                   | Niet gekwalificeerd                   | Niet gekwalificeerd                   | Niet gekwalificeerd                   | Niet gekwalificeerd                   | Niet gekwalificeerd                   | Niet gekwalificeerd                   |                                       |
| 2022                                  | Niet gekwalificeerd                   | Niet gekwalificeerd                   | Niet gekwalificeerd                   | Niet gekwalificeerd                   | Niet gekwalificeerd                   | Niet gekwalificeerd                   | Niet gekwalificeerd                   |                                       |
| 2026                                  | Niet gekwalificeerd                   | Niet gekwalificeerd                   | Niet gekwalificeerd                   | Niet gekwalificeerd                   | Niet gekwalificeerd                   | Niet gekwalificeerd                   | Niet gekwalificeerd                   |                                       |

### Aziatisch kampioenschap
| Azië Cup overzicht | Azië Cup overzicht  | Azië Cup overzicht  | Azië Cup overzicht  | Azië Cup overzicht  | Azië Cup overzicht  | Azië Cup overzicht  | Azië Cup overzicht  | Azië Cup overzicht |
| Jaar               | Ronde               | Wed.                | W                   | G                   | V                   | DV                  | DT                  |                    |
| ------------------ | ------------------- | ------------------- | ------------------- | ------------------- | ------------------- | ------------------- | ------------------- | ------------------ |
| 1956               | Teruggetrokken      | Teruggetrokken      | Teruggetrokken      | Teruggetrokken      | Teruggetrokken      | Teruggetrokken      | Teruggetrokken      |                    |
| 1960               | Niet gekwalificeerd | Niet gekwalificeerd | Niet gekwalificeerd | Niet gekwalificeerd | Niet gekwalificeerd | Niet gekwalificeerd | Niet gekwalificeerd |                    |
| 1964               | Teruggetrokken      | Teruggetrokken      | Teruggetrokken      | Teruggetrokken      | Teruggetrokken      | Teruggetrokken      | Teruggetrokken      |                    |
| 1968               | Niet gekwalificeerd | Niet gekwalificeerd | Niet gekwalificeerd | Niet gekwalificeerd | Niet gekwalificeerd | Niet gekwalificeerd | Niet gekwalificeerd |                    |
| 1972               | Geen deelname       | Geen deelname       | Geen deelname       | Geen deelname       | Geen deelname       | Geen deelname       | Geen deelname       |                    |
| 1976               | Teruggetrokken      | Teruggetrokken      | Teruggetrokken      | Teruggetrokken      | Teruggetrokken      | Teruggetrokken      | Teruggetrokken      |                    |
| 1980               | Geen deelname       | Geen deelname       | Geen deelname       | Geen deelname       | Geen deelname       | Geen deelname       | Geen deelname       |                    |
| 1984               | Niet gekwalificeerd | Niet gekwalificeerd | Niet gekwalificeerd | Niet gekwalificeerd | Niet gekwalificeerd | Niet gekwalificeerd | Niet gekwalificeerd |                    |
| 1988               | Niet gekwalificeerd | Niet gekwalificeerd | Niet gekwalificeerd | Niet gekwalificeerd | Niet gekwalificeerd | Niet gekwalificeerd | Niet gekwalificeerd |                    |
| 1992               | Niet gekwalificeerd | Niet gekwalificeerd | Niet gekwalificeerd | Niet gekwalificeerd | Niet gekwalificeerd | Niet gekwalificeerd | Niet gekwalificeerd |                    |
| 1996               | Niet gekwalificeerd | Niet gekwalificeerd | Niet gekwalificeerd | Niet gekwalificeerd | Niet gekwalificeerd | Niet gekwalificeerd | Niet gekwalificeerd |                    |
| 2000               | Niet gekwalificeerd | Niet gekwalificeerd | Niet gekwalificeerd | Niet gekwalificeerd | Niet gekwalificeerd | Niet gekwalificeerd | Niet gekwalificeerd |                    |
| 2004               | Niet gekwalificeerd | Niet gekwalificeerd | Niet gekwalificeerd | Niet gekwalificeerd | Niet gekwalificeerd | Niet gekwalificeerd | Niet gekwalificeerd |                    |
| 2007               | Niet gekwalificeerd | Niet gekwalificeerd | Niet gekwalificeerd | Niet gekwalificeerd | Niet gekwalificeerd | Niet gekwalificeerd | Niet gekwalificeerd |                    |
| 2011               | Niet gekwalificeerd | Niet gekwalificeerd | Niet gekwalificeerd | Niet gekwalificeerd | Niet gekwalificeerd | Niet gekwalificeerd | Niet gekwalificeerd |                    |
| 2015               | Niet gekwalificeerd | Niet gekwalificeerd | Niet gekwalificeerd | Niet gekwalificeerd | Niet gekwalificeerd | Niet gekwalificeerd | Niet gekwalificeerd |                    |
| 2019               | Niet gekwalificeerd | Niet gekwalificeerd | Niet gekwalificeerd | Niet gekwalificeerd | Niet gekwalificeerd | Niet gekwalificeerd | Niet gekwalificeerd |                    |
| 2023               | Niet gekwalificeerd | Niet gekwalificeerd | Niet gekwalificeerd | Niet gekwalificeerd | Niet gekwalificeerd | Niet gekwalificeerd | Niet gekwalificeerd |                    |

### Zuid-Aziatisch kampioenschap
| Zuid-Azië Cup overzicht | Zuid-Azië Cup overzicht   | Zuid-Azië Cup overzicht   | Zuid-Azië Cup overzicht   | Zuid-Azië Cup overzicht   | Zuid-Azië Cup overzicht   | Zuid-Azië Cup overzicht   | Zuid-Azië Cup overzicht   | Zuid-Azië Cup overzicht |
| Jaar                    | Ronde                     | Wed.                      | W                         | G                         | V                         | DV                        | DT                        |                         |
| ----------------------- | ------------------------- | ------------------------- | ------------------------- | ------------------------- | ------------------------- | ------------------------- | ------------------------- | ----------------------- |
| 1993                    | Vierde                    | 3                         | 0                         | 2                         | 1                         | 2                         | 6                         |                         |
| 1995                    | Groepsfase                | 2                         | 1                         | 0                         | 1                         | 1                         | 2                         |                         |
| 1997                    | Derde                     | 4                         | 2                         | 0                         | 2                         | 3                         | 4                         |                         |
| 1999                    | Groepsfase                | 2                         | 0                         | 0                         | 2                         | 0                         | 6                         |                         |
| 2003                    | Vierde                    | 5                         | 3                         | 0                         | 2                         | 5                         | 3                         |                         |
| 2005                    | Halve finale              | 4                         | 2                         | 1                         | 1                         | 2                         | 1                         |                         |
| 2008                    | Groepsfase                | 3                         | 0                         | 0                         | 3                         | 2                         | 9                         |                         |
| 2009                    | Groepsfase                | 3                         | 1                         | 1                         | 1                         | 7                         | 1                         |                         |
| 2011                    | Groepsfase                | 3                         | 0                         | 3                         | 0                         | 1                         | 1                         |                         |
| 2013                    | Groepsfase                | 3                         | 1                         | 1                         | 1                         | 3                         | 3                         |                         |
| 2015                    | Teruggetrokken            | Teruggetrokken            | Teruggetrokken            | Teruggetrokken            | Teruggetrokken            | Teruggetrokken            | Teruggetrokken            |                         |
| 2018                    | Halve finale              | 4                         | 2                         | 0                         | 2                         | 6                         | 5                         |                         |
| 2021                    | Geen deelname (geschorst) | Geen deelname (geschorst) | Geen deelname (geschorst) | Geen deelname (geschorst) | Geen deelname (geschorst) | Geen deelname (geschorst) | Geen deelname (geschorst) |                         |
| 2023                    | Groepsfase                | 3                         | 0                         | 0                         | 3                         | 0                         | 9                         |                         |

### AFC Challenge Cup
| AFC Challenge Cup overzicht | AFC Challenge Cup overzicht | AFC Challenge Cup overzicht | AFC Challenge Cup overzicht | AFC Challenge Cup overzicht | AFC Challenge Cup overzicht | AFC Challenge Cup overzicht | AFC Challenge Cup overzicht | AFC Challenge Cup overzicht |
| Jaar                        | Ronde                       | Wed.                        | W                           | G                           | V                           | DV                          | DT                          |                             |
| --------------------------- | --------------------------- | --------------------------- | --------------------------- | --------------------------- | --------------------------- | --------------------------- | --------------------------- | --------------------------- |
| 2006                        | Groepsfase                  | 3                           | 1                           | 1                           | 1                           | 3                           | 4                           |                             |
| 2008                        | Niet gekwalificeerd         | Niet gekwalificeerd         | Niet gekwalificeerd         | Niet gekwalificeerd         | Niet gekwalificeerd         | Niet gekwalificeerd         | Niet gekwalificeerd         |                             |
| 2010                        | Niet gekwalificeerd         | Niet gekwalificeerd         | Niet gekwalificeerd         | Niet gekwalificeerd         | Niet gekwalificeerd         | Niet gekwalificeerd         | Niet gekwalificeerd         |                             |
| 2012                        | Niet gekwalificeerd         | Niet gekwalificeerd         | Niet gekwalificeerd         | Niet gekwalificeerd         | Niet gekwalificeerd         | Niet gekwalificeerd         | Niet gekwalificeerd         |                             |
| 2014                        | Niet gekwalificeerd         | Niet gekwalificeerd         | Niet gekwalificeerd         | Niet gekwalificeerd         | Niet gekwalificeerd         | Niet gekwalificeerd         | Niet gekwalificeerd         |                             |

## Schorsing
In oktober 2017 werd Pakistan geschorst door de FIFA. Het nationale team werd daarmee voor onbepaalde tijd uitgeloten van deelname aan internationale toernooien. De schorsing is vanwege te veel overheidsbemoeienis met de Pakistaanse bond (PFF).

## FIFA-wereldranglijst[3]
| 1993 | 1994 | 1995 | 1996 | 1997 | 1998 | 1999 | 2000 | 2001 | 2002 | 2003 | 2004 | 2005 | 2006 | 2007 | 2008 | 2009 | 2010 | 2011 | 2012 | 2013 | 2014 | 2015 | 2016 | 2017 | 2018 |
| ---- | ---- | ---- | ---- | ---- | ---- | ---- | ---- | ---- | ---- | ---- | ---- | ---- | ---- | ---- | ---- | ---- | ---- | ---- | ---- | ---- | ---- | ---- | ---- | ---- | ---- |
| 142  | 158  | 160  | 173  | 153  | 168  | 179  | 190  | 181  | 178  | 168  | 177  | 158  | 164  | 163  | 165  | 155  | 171  | 179  | 189  | 172  | 188  | 184  | 197  | 201  | 199  |

PFF · A-Internationals · Olympisch elftal · Pakistaans vrouwenelftal
1950 – 1959 · 
1960 – 1969 · 
1970 – 1979 · 
1980 – 1989 · 
1990 – 1999 · 
2000 – 2009 · 
2010 – 2019 ·
2020 − 2029
Afghanistan ·
Bahrein ·
Bangladesh ·
Bhutan ·
Brunei ·
Cambodja ·
China ·
Djibouti ·
Filipijnen ·
Guam ·
India ·
Indonesië ·
Irak ·
Iran ·
Israël ·
Japan ·
Jemen ·
Jordanië ·
Kazachstan ·
Kenia ·
Kirgizië ·
Koeweit ·
Libanon ·
Macau ·
Malediven ·
Maleisië ·
Mauritius ·
Myanmar ·
Nepal ·
Noord-Korea ·
Oman ·
Palestina ·
Qatar ·
Saoedi-Arabië ·
Singapore ·
Sri Lanka ·
Syrië ·
Tadzjikistan ·
Taiwan ·
Thailand ·
Turkije ·
Turkmenistan ·
Verenigde Arabische Emiraten ·
Zuid-Korea ·
Zuid-Vietnam